# 埃塞奎博群島-西德梅拉拉區
埃塞奎博群島-西德梅拉拉區（英語：Essequibo Islands-West Demerara）（第三區）是圭亞那的10個行政區之一，位於該國北部，首府設於弗里登胡普，北鄰大西洋，東毗德梅拉拉-馬海卡區，南臨庫尤尼-馬扎魯尼區和上德梅拉拉-伯比斯區，西接波默倫-蘇佩納姆區，面積2,232平方公里，2002年人口103,061。
6°42′54″N 58°32′56″W / 6.715056°N 58.54902°W
1. ↑  Macmillan Publishers. . . Oxford: Macmillan Caribbean. 2009: 34. ISBN 9780333934173.